# Jesse James
Jesse Woodson James (født 5. september 1847, død 3. april 1882) var en amerikansk lovløs, bandeleder, bank- og togrøver fra staten Missouri og det mest berømte medlem af James-Younger-banden. Han var meget kendt i sin levetid, men blev en legendarisk figur efter sin død. Historikere i dag placerer ham i en kontekst, hvor han hellere ses som en del af den regionale uro, der blev udført af krigsveteraner, som under den amerikanske borgerkrig havde kæmpet for Sydstaterne end en manifestation af lovløshed eller kamp for retfærdig økonomisk fordeling.
James-brødrene, Frank og Jesse, var guerillasoldater for CS Army under den amerikanske borgerkrig og blev da beskyldt for at have deltaget i grusomheder begået mod unionssoldater. Efter krigen udførte de som medlemmer af flere bander mange bankrøverier, der ofte førte til drab på bankansatte eller tilskuere. De røvede også diligencer og tog.
Selv om James ofte er blevet fremstillet, også før sin død, som en amerikansk Robin Hood, der stjal fra de rige og gav til de fattige, er dette kun en myte. Hans røverier berigede kun ham selv og hans bande.
Den 3. april 1882, blev Jesse James dræbt af Robert Ford, der var medlem af banden og levede i James' hus og håbede på at få en dusør.

## Film
Der har været forskellige skildringer af Jesse James i film og på tv, inklusive to, hvor Jesse James jr. skildrer sin far. I mange af filmene er James skildret som en ny Robin Hood.
- 1921: Jesse James Under the Black Flag, spillet af Jesse James, Jr.
- 1921: Jesse James as the Outlaw, spillet af Jesse James, Jr.
- 1927: Jesse James, spillet af Fred Thomson
- 1939: Jesse James, spillet af Tyrone Power med Henry Fonda som Frank James og John Carradine som Robert Ford
- 1939: Days of Jesse James, spillet af Don 'Red' Barry
- 1941: Jesse James at Bay, spillet af Roy Rogers
- 1947: Jesse James Rides Again, spillet af Clayton Moore
- 1949: I Shot Jesse James, spillet af Reed Hadley
- 1950: Kansas Raiders, spillet af Audie Murphy
- 1951: The Great Missouri Raid, spillet af Macdonald Carey
- 1957: True Story of Jesse James, spillet af Robert Wagner
- 1959: Alias Jesse James, spillet af Wendell Corey i en komedie med Bob Hope
- 1960: Young Jesse James, spillet af Ray Stricklyn
- 1965: The Legend of Jesse James, tv-serie med Allen Case
- 1966: Jesse James Meets Frankenstein's Daughter, spillet af John Lupton
- 1969: A Time for Dying, spillet af Audie Murphy
- 1972: The Great Northfield, Minnesota Raid, spillet af Robert Duvall
- 1980: The Long Riders, spillet af James Keach
- 1986: The Last Days of Frank and Jesse James, spillet af Kris Kristofferson med Johnny Cash som Frank James og Willie Nelson som general Jo Shelby
- 1994: Frank and Jesse, spillet af Rob Lowe
- 1999: Purgatory, spillet af J.D. Souther
- 2001: American Outlaws, spillet af Colin Farrell
- 2005: Just like Jesse James er titlen på en film, der optræder i Wim Wenders' Don't Come Knocking, hvor Sam Shepard spiller en gammel western-filmstjerne hvis første succes var med denne film.
- 2005: Jesse James: Legend, Outlaw, Terrorist (Discovery HD), spillet af Daniel Lennox
- 2007: Mordet på Jesse James af kujonen Robert Ford, spillet af Brad Pitt, med Casey Affleck som Robert Ford[4]